# 蒲察胡沙
蒲察胡沙，金朝官员、驸马，出自蒲察氏。
蒲察胡沙的祖父蒲察按不娶金太祖完颜阿骨打的妹妹，长姐为金世宗崇妃。蒲察胡沙娶世宗第三女兖国大长公主。官至河南路兵马都总管兼南京留守。蒲察胡沙葬于金章宗泰和二年（1202年）三月十五日，由其孙蒲察塔失不“立石”。蒲察胡沙墓志1978年出土于香山，盖篆书“故光禄南京留守驸马都尉蒲察公墓志”，志文正书，40行，满行30字，共1021字。